# Kaido Kaaberma
Kaido Kaaberma (ur. 18 listopada 1968 w Haapsalu) – estoński szpadzista reprezentujący też ZSRR, trzykrotny medalista mistrzostw świata.
Podczas mistrzostw świata w Budapeszcie w 1991 roku reprezentanci ZSRR w składzie: Kaido Kaaberma, Pawieł Kołobkow, Siergiej Kostariew, Serhij Krawczuk i Andriej Szuwałow zdobyli złoty medal w zawodach drużynowych. Na mistrzostwach świata w Seulu w 1999 roku wywalczył indywidualnie brązowy medal, przegrywając tylko z Niemcem Arndem Schmittem i Péterem Vánkym ze Szwecji. Ponadto na mistrzostwach świata w Nîmes w 2001 roku wspólnie z Nikolaiem Novosjolovem, Sergeiem Vahtem i Meelisem Loitem zdobył drużynowo srebrny medal.
Wystartował na igrzyskach olimpijskich w Barcelonie w 1992 roku był czwarty w turnieju indywidualnym. Na rozgrywanych cztery lata później igrzyskach olimpijskich w Atlancie zajął siódme miejsce indywidualnie i piąte drużynowo. Brał także udział w igrzyskach olimpijskich w Sydney w 2000 roku, gdzie indywidualnie był siedemnasty, a drużynowo dziewiąty.
Zdobył również srebrne medale indywidualnie na mistrzostwach Europy w Gdańsku (1997) i mistrzostwach Europy w Funchal (2000) oraz brązowy na mistrzostwach Europy w Koblencji (2001).